# Миддлдитч, Бернард
Бе́рнард Ми́ддлдитч (англ. Bernard Middleditch; 31 декабря 1871 — 3 октября 1949) — английский футболист, правый хавбек. Выступал за футбольные клубы «Кембридж Юниверсити» и «Коринтиан», также провёл один матч за национальную сборную Англии.

## Биография
Родился в Хайгейте в семье банковского клерка. В 1891 году поступил в Джизус-колледж Кембриджского университета. В 1895 году сыграл за футбольную команду Кембриджа — клуб «Кембридж Юниверсити». С 1895 по 1905 год провёл 82 матча за любительский клуб «Коринтиан».
20 февраля 1897 года провёл свой единственный матч за национальную сборную Англии, выйдя на позиции правого хавбека в матче Домашнего чемпионата против сборной Ирландии. Англичане победили в том матче со счётом 6:0.
По профессии был школьным учителем, преподавал химию. С 1895 по 1900 год занимал должности в Университетской школе в Гастингсе, с 1900 по 1903 год работал в Малвернском колледже, с 1903 по 1932 год — в школе Харроу. В 1932 году вышел на пенсию. Умер в октябре 1949 года в возрасте 77 лет.